# Aloe mahraensis
Aloe mahraensis é uma espécie de liliopsida do gênero Aloe, pertencente à família Asphodelaceae.